# Чернявський Микола Федорович
Мико́ла Фе́дорович Черня́вський  (22 грудня 1867 (3 січня 1868), с. Торська Олексіївка, Донецька область, Україна (раніше Бахмутський повіт Катеринославська губернія) — 19 січня 1938, м. Херсон) — український поет, педагог і земський діяч. Член Української Партії Соціалістів Революціонерів.
Жертва сталінського терору.

## Життєпис
Про своє народження Микола Чернявський написав так:
| «Перед Різдвом 1867 року, 22 грудня (за новим стилем 3 січня 1868 р.), під солом’яною стріхою, в селі Торській Олексіївці (або Шаховій) Бахмутського повіту, побачив світ Божий. У сім’ї молодого диякона, четвертою дитиною було вписане моє ім’я в книгу буття… Охрестили, дали ім’я Микола й 24 грудня, на Святвечір, коли по селу лунали співи колядників, святкували мої перші іменини… Водою з річки Торця (колишній Тор) була наповнена купіль моя…». |
Батько — Федір Степанович Чернявський, мати — Катерина Степанівна.
Через два роки його батька з диякона висвятили на священика й дали приход у селі Новобожедарівка Слов'яносербського повіту (зараз Луганська область). Це село, розташоване над Сіверським Дінцем, межувало з козачими станицями донців. В одній з таких станиць, Митякинській (зараз Ростовська область), перші три роки хлопець учився в початковій, так званій народній школі.
Далі навчання пішло стежкою, звичайною для попівських дітей. Щоб вступити в духовне училище, хлопець пів року готується до іспитів у приватного вчителя, а потім ще пів року у попа. Це дає свої наслідки, в 1878 р. його зараховують до Бахмутського духовного училища, а після його закінчення в 1883 р. — у Катеринославську семінарію. Закінчив Катеринославську духовну семінарію в 1889 р. З 1889 р. учителював у Бахмутському духовному училищі викладачем церковних співів і музики. Після дванадцяти років учителювання він кидає бурсу і 1901 року, на запрошення М. М. Коцюбинського переїздить до Чернігова.

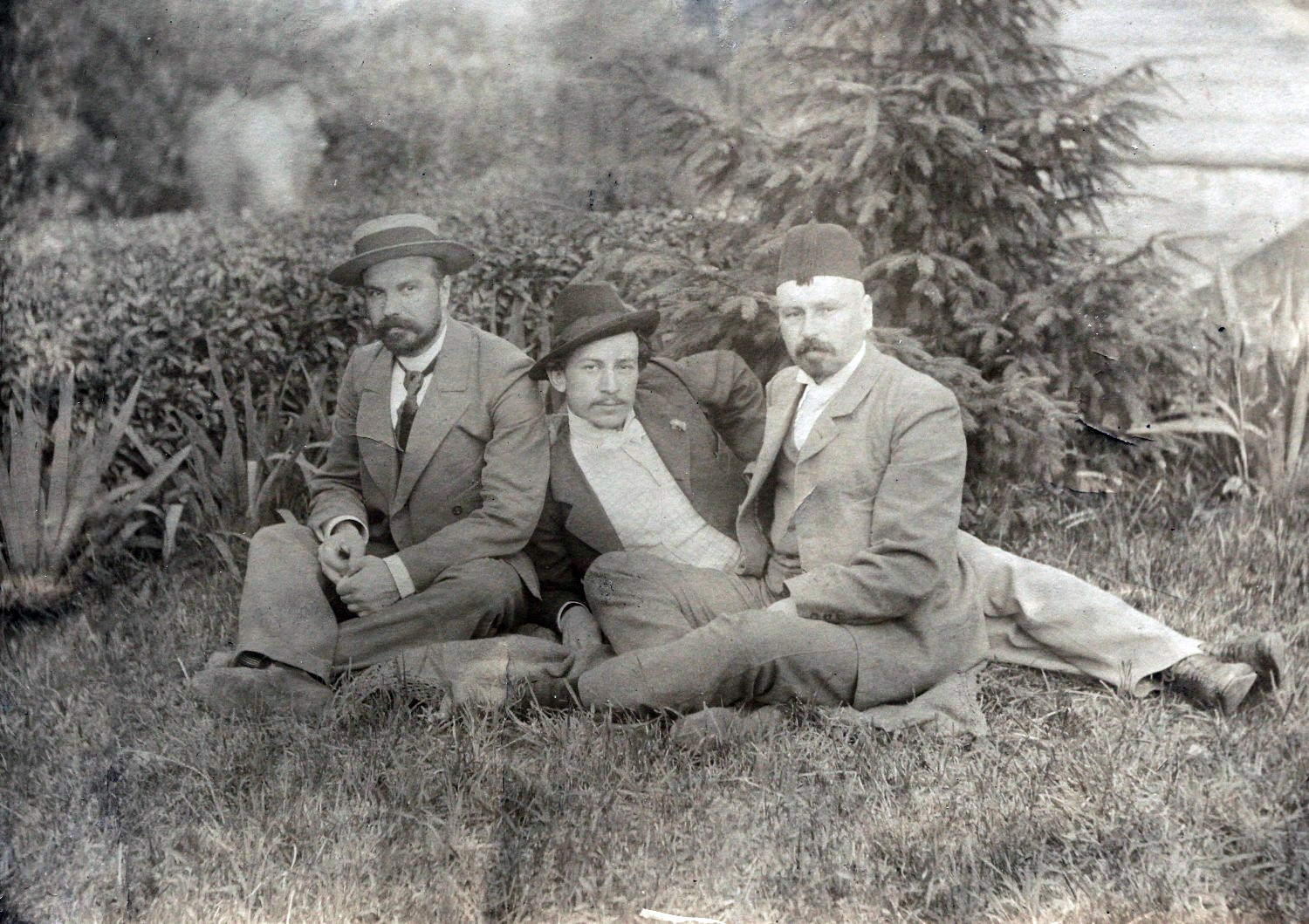
Микола Чернявський (ліворуч) з Михайлом Коцюбинським (праворуч). Чернігів, 1903 р.

1901—1903 працював земським статистиком у Чернігові, з 1903 жив у Херсоні та до 1919 працював там у губернському земстві, пізніше вчителював.
У 1903 році Микола Федорович переїхав у свій будинок на Пестелевському проїзді (нині — вул. Перекопська). У теперішній час будинок Чернявського в Херсоні використовується як приватне майно. Біля парадного входу встановлено дві пам'ятні таблички, присвячені Чернявському і Коцюбинському.
У 1917 році поет очолив товариство «Українська Хата в Херсоні». Постання Української держави у 1917 році Чернявський привітав, але активної участи в її розбудові не взяв та по її поразці залишився під совєтами. Проте радянським письменником теж не став і з 1933 року зовсім перестав друкуватися. Пізніше був репресований, а твори його були заборонені; реабілітований по смерті Й. Сталіна. Але радянська критика і після реабілітації закидає Чернявському український націоналізм.
Довгий час помилково вважалося, що М.Чернявський загинув 1948 року. Лише у 1992 році пошуковці встановили справжню дату смерті письменника. Він був розстріляний опівночі з 19 на 20 січня 1938 року.
Виписка з акту свідчить:
|  | Постановление Тройки УНКВД по Николаевской области от 27 ноября 1937 года о расстреле Чернявского Николая Федоровича, 1867 г. приведено в исполнение 19 января 1938 года в 24 часа*. И.о. начальника Херсонского горотдела НКВД Павленко. |

Микола Федорович Чернявський був реабілітований у 1955 році. Відродження його імені почалося з 1964 року, коли донецький літературознавець В. В. Костенко надрукував у видавництві «Донбас» літературно-критичний нарис про життєвий і творчий шлях М. Ф. Чернявського «На шляхах велелюдних». У 1966 році в Києві було видано двотомне зібрання творів письменника.

## Родина
- брат Чернявський Дмитро Федорович (1881—1936) — вчений-лісівник, випускник Катеринославської духовної семінарії, а згодом Петербурзького лісового інституту (1909), в 1906-08 прослухав курс у петербурзькому археологічному ін-ті. Працював від 1909 помічником лісівника у Велико-Анадольському лісництві. Згодом переїхав до Катеринослава. Під час Першої світової війни прапорщик 4-го Заамурського полку. Поранений. Лікувався у Катеринославському центральному шпиталі Червоного хреста. Під час революції служив у Добровольчій армії у званні підпоручика.[3] Активний український діяч у Катеринославі. Автор класичної розвідки «Краткий исторический очерк степного лесоразведения» (1926), на яку посилається багато дослідників. Автор брошури «Катеринославщина. Покажчик літературного матеріалу до вивчення місцевого краю». Випуск І. Катеринослав. Видання Союзу споживчих товариств, 1919. Друкарня Е. Строда. Грудень 1919. — С. 50. Був членом Катеринославського наукового при ВУАН товариства. 15 лютого 1925 року виступив на зборах товариства до 350-річчя українського друку з доповіддю "Книга про Катеринославщину".  "...доповідь Д. Чернявського цікава своїм бібліографічним матеріалом про Катеринославщину. Матеріали ці маловідомі для широкого загалу і їх необхідно було б видрукувати". (Ж-л "Зоря", Катеринослав, лютий 1925. - с. 30).  Перекладав українською мовою Усну оповідь колишнього запорожця Микити Леонтійовича Коржа (1731—1835).

## Вшанування пам'яті
- У 1987 році на батьківщині поета-земляка в загальноосвітній школі села Святогорівка Добропільського району відкрито кімнату-музей письменника. У 2018 році за участі київського літературознавчого товариства «Українські ініціативи» (Ю. Косенко), місцевої влади було реставровано шкільний музей М. Чернявського в с. Святогорівка.
- Кімнату-музей у 90-х роках було обладнано і на територіï Бахмутського краєзнавчого музею, в якому представлено «бахмутський» період творчості письменника[4].
- Ім'ям поета названо вулицю в районному центрі в місті Добропілля.

## Творчість

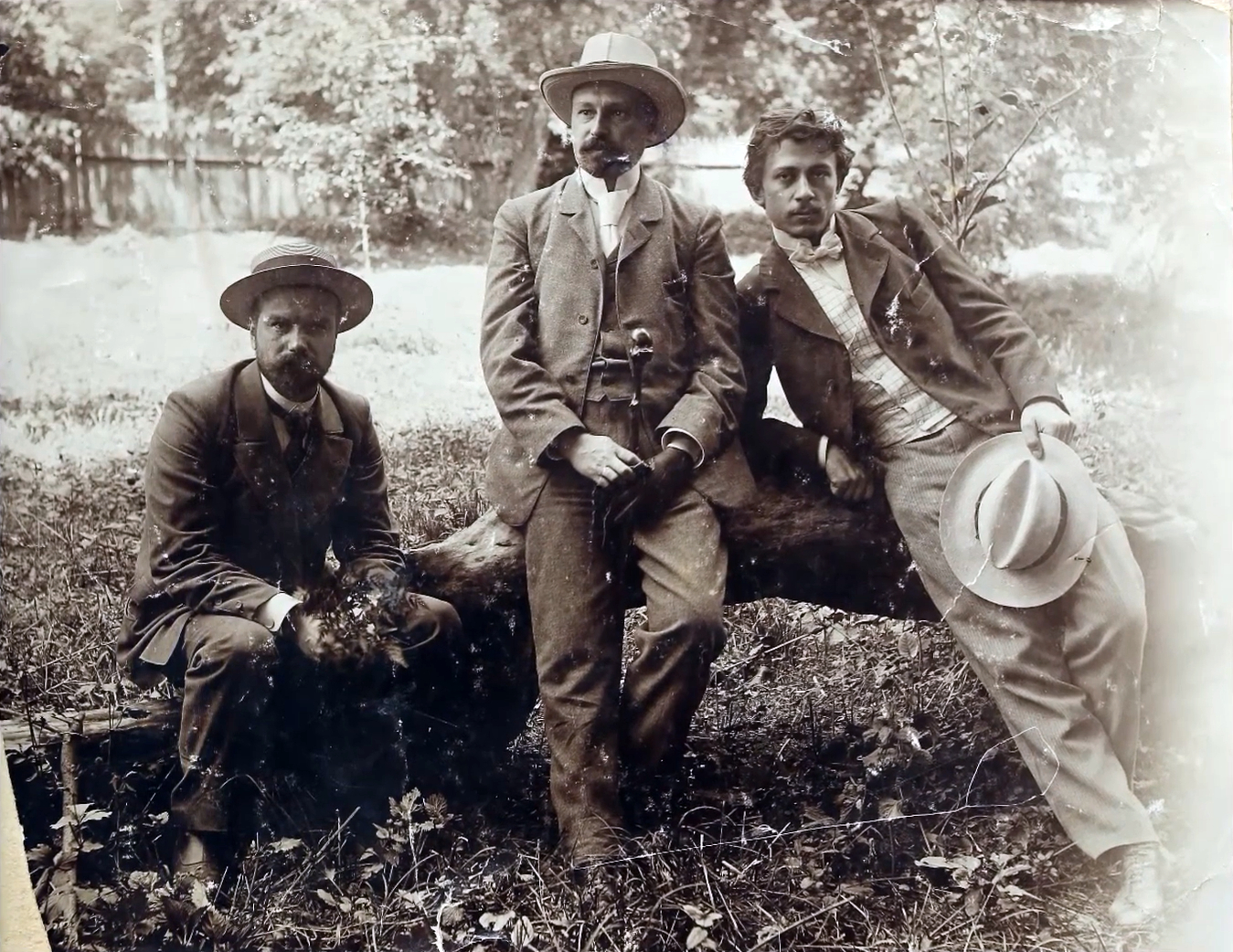
Микола Чернявський (ліворуч) з Михайлом Коцюбинським (у центрі). Чернігів, 1903 р.

Перші вірші Чернявського датовані 1889. Окремі збірки поезій:
- «Пісні кохання» (1895)
- «Донецькі сонети» (1898)
- «Зорі» (1903)

Крім того, Чернявський брав участь у виданні альманахів «Дубове листя», «З потоку життя», «Перша ластівка»; друкувався в журналах «ЛНВ», «Правда», «КСт.» й ін., а за радянського часу в журналах «Життя й Революція», «Червоний Шлях», «Зоря».
У тематично багатій ліриці Чернявського особливо визначається писана під впливом фольклору й Т. Шевченка любовна поезія, історичні твори, присвячені Козаччині та Гетьманщині, зокрема добі Б. Хмельницького, патріотичні вірші, присвячені Україні, пейзажна лірика тощо.
|  | Засну і чую в тій хвилині, Як ліс шумить, співа дівчина, Йдучи надвечір до криниці, Як дзвін гуде в старій дзвіниці. І бачу рідні гори білі, Понад Дінцем в гаю блукаю І давніх днів утіхи милі Вві сні я знов переживаю. |

У дореволюційній поезії Чернявський — один з найвизначніших майстрів сонета, зокрема в «Донецьких сонетах» він перший в українській поезії створив жанрові картини з життя донецького селянства і робітництва. Писав також оповідання, спогади тощо. У 1894 році переклав «Слово о полку Ігореві».
Найповніше видання творів Чернявського: «Твори», т. І—X (1927—1931). Після реабілітації вийшли короткі вибірки: «Поезії» в одному томі (1959) і «Твори», т. I—II (1966). Повна бібліографія творів Ч. у біо-бібліографічному словнику «Укр. письменники» (т. III, 1963).